# 香港區域法院

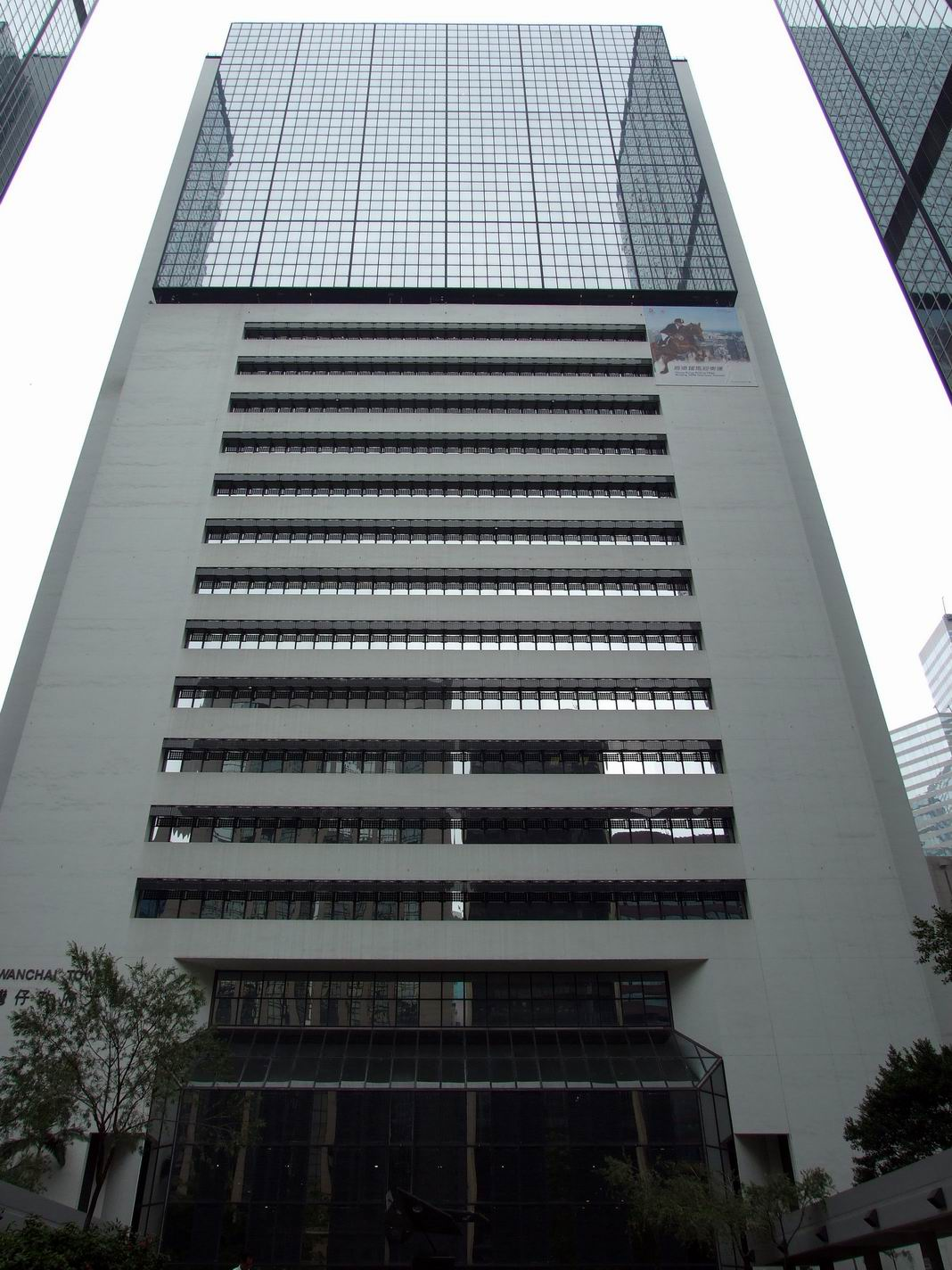
香港區域法院位於灣仔政府大樓

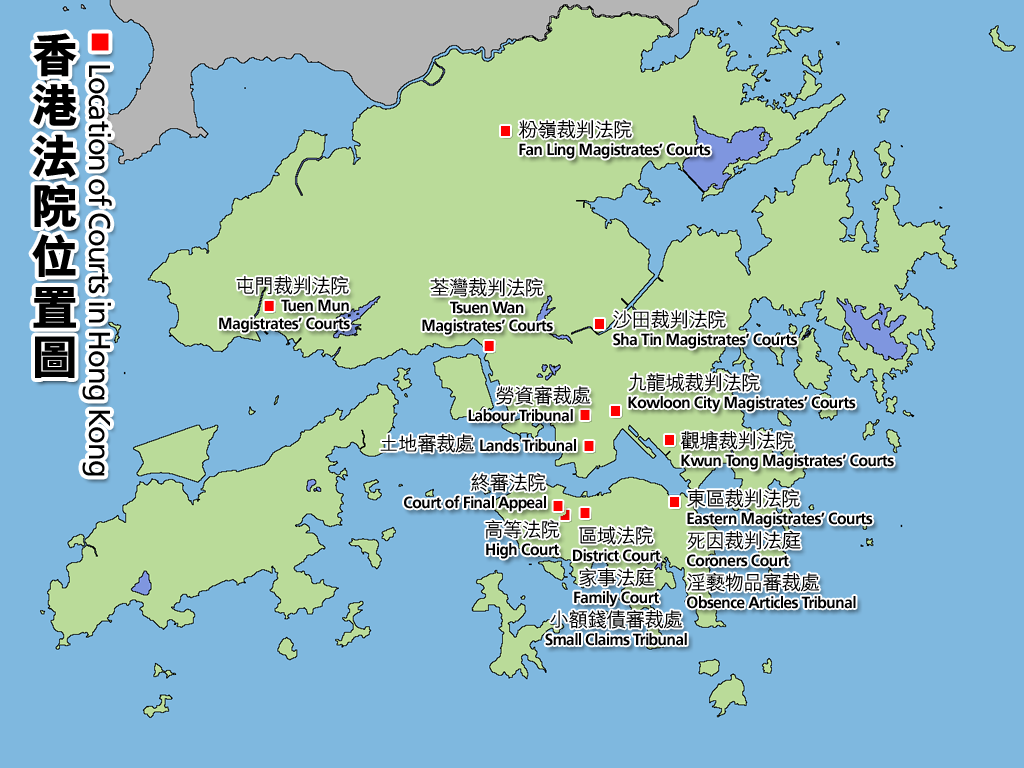
香港各級法院位置圖

香港特別行政區區域法院（英語：The District Court of the Hong Kong Special Administrative Region，案号代码D）是香港次於高等法院的原訟法院，位於灣仔政府大樓2樓及4-12樓及15-16樓、荃灣法院大樓、西九龍法院大樓第9、10及13庭以及東區法院大樓第13、14及16庭。香港回歸前稱為地方法院，具有限的刑事及民事司法管轄權，負責處理涉及款項300萬港元以下的民事訴訟。而刑事案件中，區域法院法官的判刑上限是7年監禁。區域法院處理的刑事罪行都是由裁判法院移交的，較嚴重的刑事罪行（如謀殺、誤殺和強姦）不會由區域法院審理，而是直接移交高等法院原訟法庭。而區域法院的上訴案件會轉至高等法院上訴法庭。
區域法院亦設專門處理婚姻訴訟案件（離婚、贍養費、子女撫養權、出境限制）和領養申請的法庭，稱為家事法庭，位於灣仔政府大樓閣樓1-2樓、1樓、3樓、16樓及稅務大樓10樓第53-54庭。

## 歷史
1991年前，香港共有六所地方法院，分別為:
- 維多利亞地方法院（處理港島案件）；
- 九龍地方法院（處理九龍案件）；
- 沙田地方法院、粉嶺地方法院（處理新界東案件）；
- 荃灣地方法院、屯門地方法院（處理新界西案件）。

1991年至2020年期間，所有地方法院案件統一由灣仔現址處理。
由於案件數量急升及考慮其他狀況，現時部分被告數量較多的區域法院案件於西九龍法院大樓審理，2021年5月起部份民事案件也會於東區法院大樓10樓的第13法庭、第14法庭及第16法庭審理，而2021年10月起荃灣法院大樓亦會重新啟用處理部分案件。

## 歷任首席法官及現任法官

### 歷任首席法官
| 中文姓名   | 任期                          |
| ---------- | ----------------------------- |
| 貝珊法官   | 1997年7月1日－1997年12月1日   |
| 韓敬善法官 | 1999年3月19日－2001年5月15日  |
| 馮驊法官   | 2001年5月16日－2006年11月26日 |
| 李瀚良法官 | 2008年7月2日－2012年8月16日   |
| 潘兆童法官 | 2012年9月17日－2019年1月13日  |
| 高勁修法官 | 2020年1月3日－                |

### 現任法官
| 首席區域法院法官 | 首席區域法院法官 | 首席區域法院法官 | 首席區域法院法官 |
| ---------------- | ---------------- | ---------------- | ---------------- |
| 高勁修法官       |                  |                  |                  |
| 主任家事法庭法官 |                  |                  |                  |
| 陳振國法官       |                  |                  |                  |
| 區域法院法官     |                  |                  |                  |
| 黃一鳴法官       | 陳廣池法官       | 梁俊文法官       | 麥莎朗法官       |
| 葉佐文法官       | 羅雪梅法官       | 姚勳智法官       | 黃敬華法官       |
| 高勁修法官       | 游德康法官       | 郭偉健法官       | 林偉權法官       |
| 郭啟安法官       | 杜大衛法官       | 沈小民法官       | 胡雅文法官       |
| 許家灝法官       | 黃健棠法官       | 勞潔儀法官       | 陳仲衡法官       |
| 林嘉欣法官       | 李樹旭法官       | 歐陽浩榮法官     | 梁國安法官       |
| 余啟肇法官       | 余敏奇法官       | 彭中屏法官       | 祁士偉法官       |
| 勞杰民法官       | 譚思樂法官       | 葛倩兒法官       | 黎達祥法官       |
| 翁喬奇法官       | 陳玉芬法官       | 黃禮榮法官       | 廖文健法官       |
| 李俊文法官       | 徐韻華法官       | 李慶年法官       | 練錦鴻法官       |
| 謝沈智慧法官     | 彭家光法官       | 何展鵬法官       |                  |

練錦鴻在2021年1月中旬表示，庭內有口罩印有"FDNOL政見"，3人因此要換戴普通口罩；對口罩的顏色 一視同仁，不想政治紛爭角力。

## 重置計劃
時任行政長官林鄭月娥於2017年的施政報告中提出將於銅鑼灣加路連山道興建一座新的區域法院綜合大樓，以全面解決各級法院的長遠需要。區域法院大樓預計2026年落成。

### 引用
1. 1 2  . 2021-09-16  [2021-10-13]. （原始内容存档于2022-05-22）. （页面存档备份，存于）
2. ↑  法官練錦鴻指示於庭上戴有標語黃色口罩人士需更換 （页面存档备份，存于）. RTHK
3. ↑  . 香港蘋果日報. 2017年10月12日  [2018年1月30日]. （原始内容存档于2019年6月10日） （中文）. （页面存档备份，存于）
4. ↑  加路連山道新區域法院 造價58億 （页面存档备份，存于），東方日報，2022年3月23日

## 外部連結
- 香港區域法院 （页面存档备份，存于）